# Arachnura
Arachnura is een geslacht van spinnen uit de familie wielwebspinnen (Araneidae).